# Papa Anastasi IV
Anastasi IV (nom de bateig Conrado di Suburra) (Roma, vora 1073 - † 3 de desembre de 1154) va ser Papa de l'Església Catòlica del 1153 al 1154.
Abans de la seva elecció com a papa va ocupar el càrrec de cardenal abat de Santa Prudència, el de bisbe cardenal de Sabina i, quan el papa Innocenci II es va veure obligat a exiliar-se a França, va quedar com el seu vicari a Itàlia.
Va ser coronat el 12 de juliol de 1153 i durant el seu breu pontificat, en el qual va tenir com a conseller a Nicolau Breakspeare, futur Adrià IV, va ordenar restaurar el panteó romà, va atorgar privilegis a l'Orde dels Hospitalers de Sant Joan de Jerusalem i es va dedicar a solucionar els conflictes interns de l'Església.

Les profecies de Sant Malaquies es refereixen a aquest papa com Abbas suburranus (L'abat de Suburra), citació que fa referència al seu cognom i al fet que va ser abat abans de ser elegit pontífex.